# Професионална гимназия по икономика (Шумен)
Професионална гимназия по икономика е гимназия в град Шумен, разположена на адрес: бул. „Симеон Велики“ № 62. Директор на училището е г-жа Бистра Неделчева Вацова.

## История
Училището е основано като Търговско–стопанска гимназия „Васил Коларов“. То се разкрива в началото на учебната 1948 – 1949 година. То има за цел подготовка на счетоводни кадри за нуждите на регионалната икономика.
През 1957 година училищата от този вид биват закрити. Тази съдба споделя и това училище. През двете последни години преди закриването си, училището е присъединено към Селскостопански техникум. Развитието на стопанството налага през 1962 година повторното разкриване на училище, подготвящо специалисти със средно икономическо образование. За директор е назначена Божана Ковачева. Занятията се водят в сградата на ІІІ- та гимназия. Техникумът запазва патрона на III смесена гимназия „Вела Пискова“.
На 1 септември 1963 година училището се премества в сградата на ІІ ПГ „Никола
Вапцаров“ като се учи на две смени. Пред учебната 1963 – 64 година специалностите се обогатяват с нови – „Стенография и машинопис“, „Иконмика, планиране и отчетност на селското
стопанство“. Създават се хор, струнен оркестър и фанфарна музика.
През 1979 година се навършват 30 години от създаване на техникума, за което
училището получава орден „Кирил и Методий“ ІІІ степен. По това време
директор е Димитър Кехайов. През учебната 1984 – 1985 година, след 35 години училището се премества в самостоятелна сграда. Ръководството полага много усилия за подобряване на материалната
база. За първи път се извършва прием на ученици в осми клас. През учебната 1985 – 1986 година се провежда национално състезание по машинопис. Отборът ни се класира на второ място. През учебната 1989 – 1990 година се навършват 100 години от рождението на патрона на училището Вела Пискова и 40 от създаването на техникума. През учебната година са направени съществени промени в училищния
правилник. Отменена е задължителната ученическа униформа, вечерният час, задължението на курсовите ръководители да посещават домовете на учениците. Особено големи промени претърпява обучението на
учениците в XІ клас. За неефективна е призната формата на обучение на учениците в УПК.
През учебната 1996 – 1997 година техникумът продължава своя път с нов директор – Верка
Недева, която ръководи училището с много усърдие, мъдрост и любов. През 1999 година, по случай 50 – годишнината на техникума са организирани множество състезания по различни учебни дисциплини, като празненствата завършват с тържествен концерт, който се превръща в традиция за училището.
През 2003 година Икономическият техникум се преобразува в Професионална гимназия по
икономика. За свой патронен празник училището приема 6 декември – Денят на банкера.
/Никулден/
От лятото на 2011 година директор на гимназията е госпожа Бистра Неделчева Вацова.